# (7631) Vokrouhlický
(7631) Vokrouhlicky, désignation internationale (7631) Vokrouhlický, est un astéroïde de la ceinture principale.

## Description
(7631) Vokrouhlicky est un astéroïde de la ceinture principale. Il fut découvert le 20 novembre 1981 à la station Anderson Mesa par Edward L. G. Bowell. Il présente une orbite caractérisée par un demi-grand axe de 2,37 UA, une excentricité de 0,28 et une inclinaison de 4,0° par rapport à l'écliptique.

## Compléments